# Morten Ivarsen
Morten Ivarsen (Bergen, 19 de noviembre de 1966) es un deportista noruego que compitió en piragüismo en la modalidad de aguas tranquilas. Ganó tres medallas en el Campeonato Mundial de Piragüismo entre los años 1987 y 1991.

## Palmarés internacional
| Campeonato Mundial | Campeonato Mundial   | Campeonato Mundial | Campeonato Mundial |
| Año                | Lugar                | Medalla            | Competición        |
| ------------------ | -------------------- | ------------------ | ------------------ |
| 1987               | Duisburgo (Alemania) | Medalla de oro     | K4 10 000 m        |
| 1987               | Duisburgo (Alemania) | Medalla de bronce  | K1 1000 m          |
| 1991               | París (Francia)      | Medalla de bronce  | K1 10 000 m        |